# ジュリアに傷心
「ジュリアに傷心」（ジュリアにハートブレイク）は、チェッカーズの5枚目のシングル。1984年11月21日にキャニオン・レコードからリリースされた。

## 概要
オリコンチャートの売上枚数において、チェッカーズとして同曲が最大のヒット曲。1985年度の年間オリコンチャートでも第1位を獲得。オリコン発表の売上枚数は70.3万枚。
リードボーカルの藤井郁弥がテレビでこの曲を歌うときは、必ず原曲よりキーを落として歌っていた。
武内享が解散後、元々この曲は「傷だらけのイエスタディ」というタイトルで歌詞も全く違っており、武内は元曲の方がかっこよくて好きだったことを明かしており、後に自らと武田真治の合同イベントにて一部披露している

## 発売後
発売から1年後の1985年12月31日、「第36回NHK紅白歌合戦」で披露された。この年の紅白歌合戦は「フレッシュ紅白」をテーマに原則としてその年（1985年）に発売された楽曲を披露する構成となっていたが、この曲は前年からのロングヒットにより例外的に披露された。（同年の紅白歌合戦で、1984年以前のリリース楽曲を披露した白組歌手は、チェッカーズ・菅原洋一・鳥羽一郎の3組のみ）
ブルボンから発売された食玩CD『J'sポップスの巨人たち 80'sポップス編』にもチェッカーズの代表曲として「星屑のステージ」と共に収録されている。
2017年4月、劇団た組。本公演として同タイトル名で舞台化され、横浜赤レンガ倉庫で上演。作・演出は加藤拓也が担当。
日本テレビの2019年4月期・7月期日曜ドラマ『あなたの番です』で、この曲が使用された。
Jリーグアビスパ福岡の城後寿選手のチャントの原曲としても有名である。これはチャントの歌詞に「久留米のもんなら」という文言がある通り、チェッカーズの主要メンバー藤井兄弟らと城後の出身地が同じ福岡県久留米市にかけたものでもある。

## 収録曲
1. ジュリアに傷心
  - 作詞：売野雅勇／作曲・編曲：芹澤廣明
  - シングルバージョンとアルバムバージョンではミックスが若干異なり、アルバムバージョンでは低音が強調されている。『COMPLETE THE CHECKERS all singles collection』や『スーパーベストコレクション32』にはアルバムバージョンが収録されており、担当者のミスであると思われる[要出典]。
  - 作曲・編曲の芹澤も1987年発売のアルバム『Million Tears』でセルフカバー。
2. チェッカーズのX'mas Song
  - 作詞：藤井郁弥／作曲：武内享／編曲：チェッカーズ・芹澤廣明

アマチュア時代に武内が、ジョン・レノンの「ハッピー・クリスマス（戦争は終った）」を意識して作った曲で、歌詞もかなり違っていた。

## カバーした歌手
ジュリアに傷心
- 杜けあき - アルバム『宝塚青春のアルバム Ⅰ』収録。
- 桃井かおり（1993年） - アルバム『MORE STANDARD』収録。
- Acid Black Cherry（2010年） - アルバム『Recreation 2』収録。シングル「優しい嘘」にも収録
- 沼倉愛美（2012年） - アルバム『THE IDOLM@STER STATION!!! Nouvelle Vague』に収録。
- 細川たかし（2014年） - コンピレーション・アルバム『エンカのチカラ プレミアム≪青盤≫』に収録。
- The Biscats（2023年） - カバーアルバム『J-BOP SUMMER』に収録[5]。

Oh, my Julia
- Country KOKO（韓国）(1998年)